# Kristo Ivanov
Kristo Ivanov é um cientista da informação e cientista de sistemas sueco-brasileiro de origem étnica búlgara. Ele é professor emérito do Departamento de Informática da Universidade de Umeå, na Suécia. 

## Biografia
Ivanov nasceu em Belgrado no Reino da Iugoslávia, atual Sérvia, em 20 de outubro de 1937. Cresceu e foi educado na Itália e mais tarde no Brasil onde se formou em engenharia eletrônica no Instituto Tecnológico de Aeronáutica em 1960.
Em 1961, mudou-se para a Suécia, onde trabalhou como engenheiro eletrônico nas indústrias de telecomunicações e informática, com missões na França e nos EUA.
Em 1972, obteve o grau de doutor em informática no Departamento de Ciências da Computação e Sistemas do Royal Institute of Technology e da Universidade de Estocolmo . Ele conduziu estudos adicionais em economia política, administração de empresas e estatística, e obteve um diploma em psicologia na Universidade de Lund. 
Seu estudo o levou a cargos na Universidade de Estocolmo e na Universidade de Linköping .
Em 1984, foi nomeado professor titular de informática na Universidade de Umeå onde é professor emérito desde 2002. 
De 1991 a 2004, foi consultor científico da Direção-Geral de Saúde e Segurança Social  (Socialstyrelsen). Em 1997 foi presidente eleito da ISSS, a Sociedade Internacional para as Ciências de Sistemas, cargo que mais tarde teve de renunciar devido a outros compromissos. 

## Trabalhos
Em sua pesquisa e ensino, Ivanov concentrou-se na aplicação da teoria de sistemas a sistemas de informação visando, em especial, problemas práticos de controle de qualidade de informações em bancos de dados industriais.
Seus primeiros trabalhos concentraram-se na questão da exatidão e precisão das bases de dados no que se refere ao desenvolvimento e manutenção de sistemas, onde a abordagem sistêmica é feita em termos de sistemas técnicos socialmente enquadrados, concebidos como um desenvolvimento adicional da "escola de Berkeley", na tradição do professor C. West Churchman . 

### Controle de Qualidade da Informação
Este foi o tema da tese de doutorado   que resultou em definições ampliadas de exatidão e precisão da informação,  que são baseadas na filosofia da ciência, especialmente na teoria da medição ou metrologia,  e em seu conceito evasivo, mas extremamente importante, de erro,  para fazer aplicáveis a sistemas técnicos enquadrados num contexto social.
A qualidade dos dados é vista como o grau de concordância entre os julgamentos dos dados obtidos após negociações monitoradas periodicamente no contexto do máximo de desacordo possível.
Para este efeito, a definição de dados em si, ou seja, elementos de dados e estruturas de dados num contexto de sistemas, foi alargada para conceber dados como informação e conhecimento. 
Esta parte do trabalho de Ivanov é paralela e pode ser vista como uma contribuição teórica para o pensamento de grupo, para a sabedoria das multidões e para a própria ideia Wiki. 
Exigiu, no entanto, algumas reservas para problemas de psicologia social implícitos no estudo da mente popular . 
As suas conclusões parecem ser relevantes também para a qualidade geral dos dados, a qualidade da informação, a [Exatidão e precisão|a exatidão e a precisão]], e o controle do controle, o quadro teórico para a segurança democrática e a auditoria da auditoria, essencial em tempos de crise financeira e política quando os conceitos sistêmicos de eficácia, eficiência e progresso são postos em causa. 
Em particular, o conceito de controle de qualidade da informação contribuiu para a base teórica da chamada escola escandinava de design participativo relacionado com o trabalho cooperativo apoiado por computador, ancorando a investigação-ação motivada política e ideologicamente que floresceu nos anos setenta para um concepção científica segura de informações e sistemas. 
O conceito enfatiza o papel fundamental do desacordo e daquilo que nas estatísticas é conhecido como outliers. Ao fazê-lo, dá conta do conflito sociopsicológico e político personalista entre o indivíduo e o coletivo . 
Também foi realizado um programa abrangente de pesquisa sobre computadores, os quais são vistos como uma materialização industrial das ciências formais da lógica, da matemática e da geometria. Esta concepção foi mais tarde elaborada num ensaio entitulado Computers as embodied mathematics and logic.
O objetivo era compreender o porquê e para onde da formalização da sociedade que se esconde sob uma máscara esteticista de interfaces gráficas audiovisuais e táteis e de interação humano-computador.
Uma questão principal era se você deveria se preocupar com o que é pressuposto e o que acontece quando você pressiona o botão, a tangente do teclado ou toca na tela, enquanto assume inocentemente que você está apenas se comunicando ou interagindo . 
Ou é uma questão de confiança ingenuamente compreendida? 
O programa de pesquisa não pôde ser realizado exceto pela produção e levantamento de uma extensa bibliografia que foi disponibilizada à comunidade científica. 

### Hipersistemas
Este foi um desenvolvimento adicional do conceito de sistemas sociais da escola de Berkeley, com a intenção de evitar que as suas aplicações no design de sistemas fossem transformadas de forma simplificada em outras abordagens, como a ação comunicativa na tradição kantiana, o design participativo ou o co-design, na tradição liberal, conflito na tradição marxista ou, ultimamente, pós-modernismo fenomenológico e pós-fenomenológico (e perspectivismo, como na filosofia pós-moderna ), redes sociais, teoria ator-rede (e seu "não-modernismo") e esteticismo do design . 

### Segurança
Ivanov vê o problema do poder político como relacionado com a privacidade ou integridade pessoal, liberdade de expressão, estado de direito, e ética, onde o choque entre privacidade e segurança, supostamente mediado por práticas participativas, retrata em termos de ciência política uma situação infrutífera e sem esperança. 

### Crítica cultural
Nos anos posteriores, houve maior ênfase na promoção do pensamento sistêmico face ao declínio cultural percebido da sociedade, em especial nas universidades e na investigação. Isto levou à elaboração de uma bibliografia sobre a idéia de "universidade" e de seus problemas.
Esta é uma crítica cultural aos usos inadequados do conceito de sistema, bem como uma crítica a algumas tendências modernas e pós-modernas na investigação e desenvolvimento de aplicações informáticas, sob rótulos como teoria crítica, fenomenologia, design ou quadros teóricos ad hoc ecléticos.
Ivanov percebe que eles são muitas vezes mal utilizados para minimizar não apenas as realidades económicas e políticas, mas também, e principalmente, as preocupações éticas. A sua crítica decorre da sua declaração resumida sobre o futuro da abordagem sistémica e as suas limitações quando a tecnologia e a ciência conduzem à filosofia e, posteriormente, à ética e à teologia.  Portanto, como emérito, Ivanov busca pesquisas sobre as tendências atuais da informática e da ciência a serem explicadas ou combatidas por uma compreensão da interface entre informação, filosofia da tecnologia e teologia.  A este respeito, e excepto pela sua adução de teologia que partilha com West Churchman, Ivanov pode ser visto como alguém que trabalha ao longo de uma corrente de críticas anteriores à ideologia da cultura informática. Ivanov está convencido da necessidade de uma relação explícita entre ética e teologia na filosofia e prática de sistemas, a fim de evitar que a tecnologia continue a ser uma "desculpa para uma ética questionável" no entretenimento educativo e nos jogos financeiros apoiados por computador das sociedades ricas. 

## Publicações
Ivanov publicou vários artigos e alguns livros, uma seleção:
- 1972. Quality-control of information: On the concept of accuracy of information in data banks and in management information systems. The University of Stockholm and The Royal Institute of Technology. Doctoral dissertation.
- 1989. "Computer applications and organizational disease". In C. W. Churchman (Ed.), The well-being of organizations (pp. 283–312). Salinas, Calif.: Intersystems.
- 1991. "Critical systems thinking and information technology". In: Journal of Applied Systems Analysis, 18, 39–55. Original research report.
- 1992. Proceedings of the 14th IRIS: Rev. papers of the 14th information systems research seminar in Scandinavia. Umeå-Lövånger, 11–14 August 1991. Umeå: Universidade de Umeå – Inst. of Information Processing. (ISSN 0282-0579.)
- 1993. "Hypersystems: A base for specification of computer-supported self-learning social systems". In C. M. Reigeluth, B. H. Banathy, & J. R. Olson (Eds.), Comprehensive systems design: A new educational technology (pp. 381–407). New York: Springer-Verlag. (NATO ASI Series F: Computer and Systems Sciences, Vol 95.)
- 1995. "A subsystem in the design of informatics: Recalling an archetypal engineer". In B. Dahlbom (Ed.), The infological equation: Essays in honor of Börje Langefors (pp. 287–301). Gothenburg: Gothenburg University, Dept. of Informatics (ISSN 1101-7422).
- 1996. "Presuppositions in information systems design: From systems to networks and contexts? Accounting". In: Management and Information Technologies, renamed Information & Organization, 5, 99–114.
- 1996. "Future foundations of inquiring systems: Reformed pragmatism or spirituality?" In J. M. Carey (Ed.), Proc. of the AIS Americas Conference on Information Systems, August 16–18, 1996, Phoenix, Arizona, USA (pp. 829–831). Pittsburgh: Univ. of Pittsburgh, Katz Graduate School of Business, Pittsburgh, PA
- Ivanov, K., & Ciborra, C. U. (1998). East and West of IS. In W. R. J. Baets (Ed.), Proc. of the Sixth European Conference on Information Systems ECIS'98, University of Aix-Marseille III, Aix-en-Provence, June 4–6, 1998. Vol. IV (pp. 1740–1748). Granada & Aix-en-Provence: Euro-Arab Management School & Institut d'Administration des Enterprises IAE. (ISBN for complete proceedings: 84-923833-0-5.) Original long version of the paper – research report.
- 2000. "Platonic information technology. Reading Plato: Cultural influences and philosophical reflection on information and technology. In: Proc. of ISTAS 2000, IEEE Int. Symposium on Technology and Society, 6–8 September 2000, Rome, Italy (pp. 163-168).
- 2001. "The systems approach to design, and inquiring information systems: Scandinavian experiences and proposed research program". In:  Information Systems Frontiers, 3(1), 7-18.
- 2006. "Whither computers and systems?" In: Janis Bubenko, et al. (Eds.), ICT for people: 40 years of academic development in Stockholm. pp. 125–134.
- Todos os trabalhos considerados mais importantes depois da promoção a professor emérito em 2002 são conservados em formato HTML no Internet Archive e podem ser obtidos numa coleção denominada "kivanov-collection".